# Edward Wood, 1. jarl af Halifax
Edward Frederick Lindley Wood, 1st Earl of Halifax (født 16. april 1881, død 23. december 1959) var en britisk konservativ politiker. Fra 1926-1931 var han vicekonge i Britisk Indien.
Lord Halifax anses for at være en af arkitekterne bag Storbritanniens eftergivenhedspolitik overfor Tyskland i slutningen af 1930'erne. Han var udenrigsminister i Chamberlains regering fra 1938 efter Anthony Eden, som trådte tilbage i protest. Lord Halifax var med i forhandlingerne om Münchenaftalen som lod Tyskland annektere dele af Tjekkoslovakiet. Premierminister Chamberlain hævdede, at aftalen betød "fred i vor tid". Et år senere angreb Tyskland Polen, og 2. verdenskrig brød ud.
Efter at Winston Churchill havde overtaget posten som premierminister, fortsatte Lord Halifax som udenrigsminister i ni måneder. Derpå blev han udnævnt til ambassadør i USA.